# Armando Ramírez (escritor)
Armando Ramírez Rodríguez (Ciudad de México, 7 de abril de 1952-Ibidem, 10 de julio de 2019) fue un escritor, novelista, periodista y cronista mexicano.

## Biografía
Era originario del barrio de Tepito, hijo de un boxeador y de un ama de casa. Estudió en la vocacional número 7 del IPN y participó en el movimiento estudiantil de 1968. No contaba con formación académica literaria. En 1971 inició su carrera con Chin chin el teporocho, la cual adaptó al cine y rodó en 1975 el director Gabriel Retes. La novela trata sobre la historia de un borracho que relata las desventuras que ha vivido y que lo han hecho terminar en las calles.
En 1977, el filme recibió el premio Ariel en la categoría de mejor ópera prima. La novela está escrita con un lenguaje popular, donde el autor emplea el juego de palabras, el albur y un léxico altisonante con el que resalta y expone la vida de las zonas marginales. También hizo la versión cinematográfica de La noche de califas (con el título Noche de califas: ¡Un macho nunca se abre!).
Años más tarde, Ismael Rodríguez, Julio Porter y Alejandro Galindo realizaron el guion de una película basada en "Ratero", cuento escrito por Ramírez, la película salió con el mismo título, dirigida por Ismael Rodríguez.

Asimismo, fue colaborador en 1974 del colectivo Tepito Arte Acá con Daniel Manrique, Julián Ceballos Casco y Felipe Ehrenberg. Este movimiento se inició en 1973. En un primer momento se trataba de producciones relacionadas con las artes plásticas, pero posteriormente incluiría actividades de literatura, teatro y sociología. El nombre del grupo se explica de la siguiente manera:
Tepito: como lugar donde se origina.
Arte: como base de todo conocimiento de lo moderno y lo universal.
Acá: situación anímica de entrega y de aportación espontánea que surge de lo tradicional, religioso y urbano.
De este proyecto surgieron más adelante varias publicaciones, entre ellas El ñero (periódico) y Desde el zaguán (revista literaria), en las que Ramírez también participó.
Durante la década de los setenta, Armando Ramírez publicó algunos títulos más, Crónica de los chorrocientos mil días del barrio de Tepito, en 1975, y El regreso de Chin Chin el teporocho en la venganza de los jinetes justicieros, en 1978, en la que, según palabras del autor, quería hacer algo entre novela y cómic, para lo cual se apoyó en dibujantes y amigos que le ayudaron a hacer los chistes, algunos de la Peña de Tepito. Su siguiente libro se publicó en 1977, con el título Pu, el cual se reeditó después con el de Violación en Polanco.
Como comunicador, fue jefe de información del programa Hoy en la cultura, de Once TV; guionista de programas de televisión, comentarista de Letras vivas, programa conducido por José Agustín, y en Detrás de la noticia, con Ricardo Rocha. Colaboró en medios como Unomásuno, Imevisión y en el noticiario Matutino Express, de Televisa, con el segmento "¿Qué tanto es tantitito?", que presentaba crónicas sobre la ciudad y la cultura popular.
Recibió distinciones como el Premio Cabeza de Palenque, en 1987, por su guion cinematográfico Me llaman la Chata Aguayo. Asimismo, la Medalla al Mérito Ciudadano, un reconocimiento público que entregaba la Asamblea Legislativa del Distrito Federal (ALDDF) entrega a personas por su trayectoria, obras o actos relevantes en beneficio de la humanidad o del Distrito Federal (hoy Ciudad de México).

## Crítica
De acuerdo con la tesis de Elvira Vázquez Fragoso, la crítica ha considerado al escritor un autodidacta, aunque en realidad tuvo una formación privilegiada, puesto que después de la publicación de Chin Chin el teporocho estuvo en contacto con escritores como Salvador Novo, Guillermo Piazza, Juan Carlos Onetti y otros. Miguel Ángel Quemain, quien ha entrevistado en repetidas ocasiones al autor, afirma que desde su primera novela este se propuso una estética fundada en la cultura popular y sus hablas. 
Por otro lado, el crítico Vicente Torres considera que una gran aportación de Armando es que por primera vez en la literatura mexicana “los jodidos” se expresan como jodidos, sin atenuantes”. Por su parte, Ramírez declaró que esta valoración reduce y empobrece su propósito, ya que está muy lejos de ser su interés como escritor. Del mismo modo, revela que su intención es preservar el punto de vista de gente que se formó en la cultura popular por medio de la conformación de ciertos hábitos y las formas de relación entre la gente y su entorno.

## Obras

### Novela
- Chin Chin el teporocho. México: Novaro, 1971.
- Pu. México: Novaro, 1977. Publicada también como Violación en Polanco.
- El regreso de Chin Chin el teporocho en la venganza de los jinetes justicieros. México: Grijalbo, 1979.
- Noche de califas.  México: Grijalbo, 1983.
- Quinceañera.  México: Grijalbo, 1987.
- Me llaman la Chata Aguayo. México: Grijalbo, 1994.
- Sóstenes San Jasmeo. México: Grijalbo, 1998.
- La casa de los ajolotes. México: Océano, 2000.
- ¡Pantaletas! México: Océano, 2001.
- El presidente entoloachado. México: Grijalbo, 2007.
- La chachalaca, el pelele y el legítimo. México: Grijalbo, 2007.
- La tepiteada. México: Océano, 2007.
- Y cuando despertaron, el PRInosaurio seguía ahí. México. Grijalbo, 2009.
- Fantasmas. México: Océano, 2011.
- Déjame. México: Océano, 2019.

### Cuento
- Crónica de los chorrocientos mil días del año del barrio de Tepito.  México: Novaro, 1973.
- Bye bye Tenochtitlán. Digo yo nomás digo. México: Grijalbo, 1992.

### Crónica
- Tepito.  México: Terranova, 1983.

### En antologías
- Hambre de gol. Crónicas y estampas del fútbol.  Compilación de Ignacio Trejo Fuentes, Juan José Reyes, México: Cal y Arena, 1998.
- Érase una vez en el D. F. Crónicas, entrevistas y relatos urbanos en el fin de milenio. Compilación de Carlos Martínez Rentería. México: Gobierno de la Ciudad de México, 1999.

### Cine
- Chin chin el teporocho (actuación y escritor). Largometraje, 1976.
- Ratero (escritor). Largometraje, 1978.
- La noche de califas (con el título Noche de califas. ¡Un macho nunca se abre!) (escritor). Largometraje, 1985.
- El rey de los taxistas (escritor). Largometraje, 1987.
- Me llaman la chata Aguayo (escritor). Largometraje, 1987.
- Muchacho en llamas (director). Cortometraje, 1989.
- Quinceañera (director y escritor). Largometraje, 1990.

### Teatro
- Sucedió entre changos, 1987.
- Rumbera, 1987.